# Ichthyodes kaszabi
Ichthyodes kaszabi là một loài bọ cánh cứng trong họ Cerambycidae.